# Ешба Єфрем Олексійович
Єфрем Олексійович Ешба (7 березня 1893, село Агубедіа Сухумського округу, тепер Абхазія, Грузія — розстріляний 16 квітня 1939, місто Москва, тепер Російська Федерація) — абхазький радянський партійний і державний діяч, голова Військово-революційного комітету Абхазії, секретар ЦК КП(б) Грузії, відповідальний секретар Чеченського обласного комітету ВКП(б).

## Біографія
Народився в дворянській родині.
У 1913—1916 роках навчався в Московському університеті.
Член РСДРП(б) з 1914 року.
У березні 1916 року заарештований за революційну діяльність, у вересні 1916 року — звільнений із ув'язнення.
З травня 1917 року — голова Сухумського окружного комітету РСДРП(б).
З лютого 1918 року — голова Сухумської ради.
З квітня по травень 1918 року — голова Військово-революційного комітету Абхазії.
У липні — листопаді 1918 року — комісар у справах горян ЦВК Північно-Кавказької Радянської Республіки.
З грудня 1918 року — особливо уповноважений Народного комісаріату у справах національностей РРФСР у справах горян Кавказу.
У квітні — червні 1919 року — заступник голови Центрального бюро Комуністичних організацій народів Сходу при ЦК РКП(б).
З квітня 1919 року був на підпільній роботі в Грузинській республіці. У листопаді 1919 року заарештований за антидержавну і більшовицьку діяльність, у травні 1920 року — звільнений із ув'язнення.
З липня 1920 року — заступник голови виконавчого комітету Катеринодарської міської ради на Кубані.
З серпня 1920 року — голова Лабінського комітету РКП(б).
У лютому 1921 — лютому 1922 року — голова Військово-революційного комітету Абхазії.
З лютого 1922 року — голова Центрального виконавчого комітету (ЦВК) Абхазької РСР.
6 березня — квітень 1922 року — секретар ЦК КП(б) Грузії.
У жовтні — грудні 1922 року — народний комісар юстиції Грузинської РСР.
З 1923 року підтримував Ліву опозицію в РКП(б), належав до грузинських «націонал-ухилянтів».
У 1924—1925 роках — у Торговому представництві СРСР у Великій Британії.
Потім — у Народному комісаріаті робітничо-селянської інспекції СРСР.
У січні 1926 — серпні 1927 року — відповідальний секретар Організаційного бюро ЦК ВКП(б) по Чеченській автономній області, відповідальний секретар Чеченського обласного комітету ВКП(б).
18 грудня 1927 року за участь у троцькістській опозиції виключений з ВКП(б), однак у 1928 році визнав помилковість своїх позицій і в партії був відновлений.
З 1928 року — завідувач інспекції акціонерного товариства «Амторг».
У 1930—1933 роках — у Народному комісаріаті зовнішньої торгівлі СРСР.
З 1933 року працював у Центральному секторі перевірки та виконання Народного комісаріату важкої промисловості СРСР.
До квітня 1936 року — начальник планового відділу заводу лічильних машин імені Дзержинського в Москві.
Заарештований 11 квітня 1936 року, звинувачувався у шпигунстві та створенні контрреволюційних терористичних організацій. 15 квітня 1939 року засуджений до вищої міри покарання. Розстріляний 16 квітня 1939 року. Прах похований на розстрільному полігоні Комунарка біля Москви.
У 1956 році посмертно реабілітований.